# Echinothambema argentinensis
Echinothambema argentinensis är en kräftdjursart som beskrevs av Malyutina, Wägele och Nils Brenke 200. Echinothambema argentinensis ingår i släktet Echinothambema och familjen Echinothambematidae. Inga underarter finns listade i Catalogue of Life.